# グラディウス2
『グラディウス2』 (GRADIUS 2) は、MSX用に発売されたオリジナルのグラディウスシリーズの第2弾で、1987年8月22日に発売されたシューティングゲーム。日本国外版タイトルは "NEMESIS 2" 。
なお、1988年にアーケード（AC）で稼働された『グラディウスII -GOFERの野望-』とは全く違う作品である。両者は数字の「2」と「II」で区別される。日本国内ではアーケード版のローマ字数字ナンバータイトルをメインストリームに据えていたが、当時日本国外ではMSX系グラディウスシリーズが主流とされていたために複雑な混同が起きている。呼称は「2＝に、MSX」「II＝ツー、ゴーファー（GOFERの野望）」によって区別される場合もある。ただし、あくまでも俗称であり、本作の正式な読みもやはり「グラディウス ツー」である。MSXには『ゴーファーの野望 エピソードII』という独自の作品も存在し、これは本作の続編に当たる作品である。

## ストーリー
宇宙暦6658年に起こった惑星グラディウスと亜時空星団バクテリアンとの戦いである「闇の女神戦」は、超時空戦闘機ビックバイパーの活躍によりグラディウス側の勝利に終わった。
その後、ビックバイパーに搭載されていたリークパワーエンジンが注目され、新たな推進システム「ハイパードライブシステムII (Hyper Drive System II)」を搭載した新型戦闘機「メタリオン」の開発が進められていた。しかし、宇宙歴6664年、メタリオンの開発に当たっていたヴェノム博士が突如としてクーデターを起こす。クーデターはグラディウス軍によって鎮圧され、ヴェノム博士は惑星サードへと追放された。
それから2年後の宇宙歴6666年、グラディウスの7つのスペース・プラントが一斉に音信を絶った。バクテリアンの手を借り惑星サードから脱出しサイボーグ手術によりその能力を最大限に引き出されたヴェノム博士が、バクテリアンの艦隊を率いてグラディウスへと侵略を開始、7つの植民星を占領したことが判明。後に言う「サイレント・ナイトメア事件」である。
グラディウスに再び危機が迫る中、最新鋭の超時空戦闘機「メタリオン」に出撃命令が下った。そのパイロットは8年前、ビックバイパーでバクテリアンを撃退したジェイムス・バートンである。

## 概要
1986年にアーケードからMSXに移植された『グラディウス』に続き、このMSXオリジナルの続編である『グラディウス2』が制作された。コナミは本作の制作にあたり、ストーリーやプレイヤーシップ（自機）のデザインを一般よりアイデア公募した。コナミが独自開発したカスタム音源チップ・SCCを搭載させた初のソフトでもある。
シリーズ初の家庭用オリジナル作品ということもあり、初代を含めたアーケード版などの他のシリーズ作にはない、独特の要素を多数搭載している。システム面ではボスを倒した後にその艦内に侵入して新しいパワーアップを取得するというパワーアップゲージの拡張、アイテム取得による時限パワーアップが特徴。
また、自機はシリーズの顔であるビックバイパーではなく、新たに開発されたという設定のスペース・ファイター「メタリオン」となっている。
オープニングデモや中間デモなどを交えることでストーリー性を加えており、MSX用ソフトでありながらMSX2のように美しい背景やデモのグラフィックで注目された。スクロールは8ドット単位で、背景の星を示すスクロールはPCG書き換えで1ドット単位スクロールのように見せている。
ゲームオーバー画面を写真に撮ってコナミに送付する形式で、ゲームスコアのコンテストも行われた。そのため、スコアの真下に確認用の数字が表示され、「10倍カートリッジ」を使用・スコア改ざんの有無を識別できる作りになっていた。
発売前に展示されていた店頭デモ用ROMには、スタート時にメタリオンのカタパルト発進デモがあったが、発売バージョンでは削除された。デモ用ROMの収録ステージは本編でのステージ2→ステージ6→ステージ3。ステージ3の最後が通り抜けできなくなっており、ここでゲームが終了する。他にも開発バージョンのROMが存在しており、『グラディウスII』ステージ2のBGMが使用された没ステージや、没になったデモ中のカットなどが確認できる。

## 前作からの拡張点
前作MSX用ソフト『グラディウス』から、標準のパワーアップ6種に加え、特殊装備7種（アップレーザー、ダウンレーザー、ナパームミサイル、リフレックスリング、エクステンドレーザー、バックビーム、ファイアーブラスター）・時限効果のあるアイテム4種（オプションバリア、ロータリードリル、エネミースロー、ベクトルレーザー）が加わった。もう一つの特徴はサウンド面の充実で、コナミMSX用ゲームソフトとして初めてロムカセットにSCC音源を搭載し、PSG（3音）と合わせて8音同時出力によるBGMとなった。BGMや効果音の数も、前作より大幅に増加している。

### パワーアップゲージ拡張
グラディウスのカプセル獲得によるパワーアップゲージのシステムを大幅に拡張している。各面のボス破壊後に内部に侵入し、コアのエネルギー（リークパワー）を吸収することで、新たなパワーアップ項目を獲得することが可能。基本装備をさらに強化するものと、新規にゲージを拡張する装備がある。
この結果パワーアップゲージの数は最大9つまで増える。装備の多くは強力、もしくはここぞという用途がある。しかし、パワーアップの上では、ゲージが延びることで主にフォースフィールドの再取得や復活時に、より多くカプセルの獲得が必要となるといったデメリットがある。ゲージを拡張させずに進むには、ボス破壊後に自爆を待てばいい。
このゲージ拡張システムは以降のシリーズ作品では見られない、本作独自のシステムである。また、パワーアップゲージの表示方法は、画面下部の左側にカプセルを取った個数で点灯するゲージ、右側にそのゲージ位置で取れるパワーアップの種類を表示する欄（後述の時間制限パワーアップのタイマーと兼用）、と分かれている。こちらはゲージ拡張と違い、多少レイアウトを変えながらも引き継がれていった。
他方、拡張パワーアップの内容でも広範囲で爆発する「ナパームミサイル」、真後ろにも撃てる「バックビーム」、幅の広いレーザーなど以降のシリーズの定番となっていったものがある。
|     | 1     | 2          | 3      | 4        | 5         | 6           |
| --- | ----- | ---------- | ------ | -------- | --------- | ----------- |
| 1st | SPEED | MISSILE #1 | DOUBLE | LASER #1 | OPTION #1 | FORCE FIELD |
| 2nd |       | MISSILE #2 |        | LASER #2 | OPTION #2 |             |

追加装備は以下の順に増える。1隻のボスから取得できる装備の数は撃破に要した時間によって決まり、ボスの攻撃開始から10秒以内にコアを破壊し内部に侵入出来れば一気に2つの装備を取得出来るが、攻撃開始後120秒を超えると1つも取得出来ない。（この為最速だと5面で全ての装備を得られる可能性がある）また、コアに侵入出来ない6(8)面,7面ボス及び各面途中でエクストラステージに進んだ場合は追加装備を得ることは不可能。
- UP LASER（LASERの前にゲージ増加）
- DOWN LASER （LASERの前にゲージ増加）
- NAPALM MISSILE
- REFLEX RING
- EXTEND LASER
- BACK BEAM（DOUBLEの前にゲージ増加）
- FIRE BLUSTER

|     | 1     | 2              | 3         | 4            | 5           | 6             | 7            | 8         | 9           |
| --- | ----- | -------------- | --------- | ------------ | ----------- | ------------- | ------------ | --------- | ----------- |
| 1st | SPEED | MISSILE #1     | BACK BEAM | DOUBLE       | UP LASER #1 | DOWN LASER #1 | LASER #1     | OPTION #1 | FORCE FIELD |
| 2nd |       | MISSILE #2     |           | REFLEX RING  | UP LASER #2 | DOWN LASER #2 | LASER #2     | OPTION #2 |             |
| 3rd |       | NAPALM MISSILE |           | FIRE BLUSTER |             |               | EXTEND LASER |           |             |

なお、パワーアップの総覧は以下の通り。併用制限は、リフレックスリングとファイヤーブラスターを除き、前段階の装備と同じ。尚、本作ではパワーメーターゲージの「ミサイル」が”MISSILIE”となっており、本来の英語と比較してスペルのミスが見られるが、ここでは本来の名称である「ミサイル（MISSILE）」と記載する。
スピードアップ
自機の移動速度が上がる。初速を0速として7速まで。自機を失うまで速度を下げる方法は無い。併用制限なし。
ミサイル
自機前方斜め下に、地形に沿って移動するミサイルを発射する。登坂および垂直下降能力はない。2段階目では移動速度が上がる。ダウンレーザーとの併用不可。撃った分が画面上から消えればすぐ次が発射される。
ナパームミサイル
ミサイルの3段階目に付く追加装備。敵に当たると爆風がしばらくその場に留まり、一発でスクランブルハッチや編隊をまとめて破壊することができる。
シリーズ他作品のスプレッドボムとは異なり、軌道は空中・対地形ともにノーマルミサイルと同じで、着地だけでは爆発しない。
特定の面に限り、爆風の効力が失われるというギミックがある。

バックビーム
追加装備。ノーマルショットを自機の前後に撃つ。1段階のみ。ダブル・レーザーとの併用不可。前・後一組が画面上から消えないと次が撃てない。他作品ではダブル系統のテイルガンに相当するが、本作ではダブルとは別の武装として扱われる。
一部のエクストラステージでは、バックビームがなければクリアが極めて難しい場所がある。また、ダブル別装備の扱いでありミサイル・アップレーザー・ダウンレーザーを併用出来る程制限が緩いため、帰還時の特定面で出現するレーザーを跳ね返す敵に備えてノーマルショットに戻す用途でも使われる。
ダブル
ノーマルショットと同時に前方斜め上にも弾丸を撃つ。1段階のみ。バックビーム・アップレーザー・ダウンレーザー・レーザーとの併用不可。前・上一組が画面上から消えないと次が撃てない。帰還時の特定面で出現するレーザーを跳ね返す敵に備えてノーマルショットに戻す用途でも使われる。
リフレックスリング
ダブルの2段目に付く追加装備。低速だがヨーヨーのように往復移動しワインダーが可能な雑魚敵貫通の短い射程のリングを自機前方に撃つ。敵に当たると直ぐ次のリングを発射することから近距離であれば連射性が高く、さらに威力も高めなため標準的なスクランブルハッチならば瞬殺できる。併用制限はダブルとは異なりバックビーム・レーザーのみ不可。アップレーザー等と併用する場合は必ずこちらを先に装備しなくてはならない。レーザー装備では無いため、帰還時の特定面の敵に対しても有効。
ファイヤーブラスター
ダブルの3段目に付く追加装備。短い射程の炎を自機前方に撃つ。ショットボタンを押している間は縮まずに出続ける。リフレックスリングよりも射程が短い。最後に増える追加装備だが、MSX版ではソフトのバグにより粒子地形以外に攻撃判定がない欠陥武装のため、全く役に立たない。PSP版ではEXTRA SETTINGにて正常な攻撃判定を持つ設定変更が可能になり、バグを改善して敵にもリフレックスリングと同程度の攻撃力を備えるようになった。リフレックスリングと同様連続して発射されるため耐久力をもつ敵やボスの遮蔽板及びコアに対して強い。レーザー装備では無いため、帰還時の特定面の敵に対しても有効。

アップレーザー
最初に増える追加装備。水平向きのレーザーが垂直上方に射出される。移動は遅い。第1段階では自機と同じくらいの固定長、第2段階では射出後に前後に伸びていくようになる。
ミスの後の立て直し時等、レーザーを取る前にこちらを先に取ると前方ショットが1発ずつしか撃てなくなる。
なお戦艦内での追加デモでは#1が表示されているが、この時点で第2段階も使用可能。ダブル・ダウンレーザーとの併用不可。
レーザーとは付いているが帰還時の特定面の敵に対しても有効。
ダウンレーザー
追加装備。アップレーザーの下方向版。ミサイル・ダブル・アップレーザーとの併用不可。
一部のエクストラステージでは、ダウンレーザーがなければクリアが不可能な場所がある。
レーザーとは付いているが帰還時の特定面の敵に対しても有効。
レーザー
貫通力のある光線を前方に撃つ。2段階で長さ・威力が上がる。バックビーム・ダブルとの併用不可。ショットボタンの押される時間に関わらず一定の長さで発射される。MSX版シリーズ共通の特徴として、見た目はAC版グラディウスの様に長い一直線だが自機から伸びている最中しかワインダーが効かず、耐久力の高い敵には接近しつつノーマルショット同様に連打した方が攻撃力が高くなる。
なお帰還時の特定面において自機のレーザー攻撃を跳ね返す（当たればミス）敵がいる為、該当面攻略時には一旦装備を外す必要が生じる。
エクステンドレーザー
レーザーの3段目に付く追加装備。貫通力はそのままにさらに威力が上がり、光線が水色から鶯色に変わり二門砲になるため当たり判定も広くなる。レーザー装備である為特定面でのレーザー攻撃を跳ね返される判定は同じであり、該当面攻略時には一旦装備を外す必要が生じる。
オプション
自機と同じ攻撃を行い、自機の動きを追う分身が付く。最大2個。併用制限なし。
フォースフィールド
自機前方に攻撃を防ぐバリアを張る。耐久力は10。通常では破壊できない4(10)面の氷塊も防御できる。ただしボス系兵器・レーザー系兵器に耐えられるのは残り耐久力がいくつの場合でも1回だけ。残り耐久力が1になると赤くなる。スクランブルハッチや地形などに対しては原則として攻撃判定も衝突判定もない。併用制限なし。『グラディウスII -GOFERの野望-』発売前の作品のため、前方向のみのバリアだがシールドという名称にはなっていない。
装備の選び方自体には多様な方法が考えられるが、実際には同時装着の制限や武器の使いどころなどの要素から、ミサイル・アップレーザー・レーザーの組み合わせで固定化することが多い。

### 時間制限パワーアップ
マップ上に置かれた特殊なカプセルを回収することで15秒間効果を得られる。効果時間中は通常のパワーアップ名の表示欄にタイマーが表示されるため、現在何を取れるかがゲージとの対応を覚えていないと分かり辛くなる。4つカプセルの種類があり、配置内容と場所はステージ毎に予め決まっている。1(13),5(9)面の様に全く出現しない場合もある。
エネミースロー(E.SLOW)
時間中は敵と敵弾の移動速度が低下する。低下するだけで当たり判定は継続している。また移動速度が低下するのは敵及び敵弾だけであり、徐々に閉じていく遮蔽ハッチに対する遮蔽速度低下の効力は無い。2(12),7,14面、エクストラ3面に出現。
オプションバリア(O.VARRIOR)
時間中装備中オプションが自機周りを右回りに高速回転する。バリアと付いているが回転中のオプション自体の攻撃及び防御判定は無い。『ゴーファーの野望EpisodeII』及びシリーズ他作品に登場するローリング(R)オプションと同じ。2(12),6(8),7面に出現。
ベクトルレーザー(V.LASER)
時間中は無限に発射出来る、縦の光線が画面右に行くにつれて伸び徐々に攻撃判定が広がっていくレーザー。シリーズ他作品のリップルレーザーと同じ挙動をするが敵を貫通可能。但し、自機及びオプションそれぞれで単発しか発射出来ず（光線が消えれば再度発射可能）、出だしの範囲が広い為、障害物の多いところでは引っかかりやすい。3(11),4(10),14面、エクストラ3面に出現。
ロータリードリル(R.DRILL)
時間中は自機が回転し青く光りつつ粒子地形を体当たりで破壊出来る。破壊できるのは粒子地形のみで通常の地形には効果が無い。このカプセルのみ取得時SEが他の３つと異なり、ドリルが回転し始めるようなサウンドとなっている。なお装備中はフォースフィールドと併用不可。（時間経過後復帰する）6(8)面とエクストラ２面に出現。尚エクストラ３面に行くためにはこのカプセルの取得かバックビーム装備が必須。
また、本作では敵全滅効果の青カプセルも出るが、これも持っている敵が決まっている。

## ステージ
用意されている通常ステージは8面だが、7面までクリアすると中間デモがあり、難易度の上がった8～13面(6～1面の逆順)をたどった後14面(最終面)をプレイする事になるため、1周14面の攻略となる。(その為、7面と14面は1周1回しかプレイ出来ない）
1〜5・9〜13面では、ボスを倒すとそのコアから艦内ステージに突入することができる。艦内ステージの面構成は全て同じで、最奥部まで進むとボスを倒すまでにかかった時間に応じて新規パワーアップが0〜2個ゲージに追加された上で、次のステージへ行く。
上記のボスは、倒してから一定時間内にコアから艦内に入らなかった場合は爆発して消滅し、そのまま次のステージへ行く。
また、エクストラステージ（ボーナスステージ）が存在し、古代惑星・生命惑星の特定の場所から突入できる。生命惑星から突入したエクストラステージには更に追加のエクストラステージに突入出来る特定の場所が存在する。ボスの艦内またはエクストラステージ内でミスをすると、自機を1機失った後に次のステージの初めに飛ぶ。
14面をクリアするとEDとなり、F5を押す事で難易度の上がった2周目のプレイとなる。スコアアタック以外、周回プレイの特典は無い。
| Stage | 内容       | 解説                                                   | ボス           |
| ----- | ---------- | ------------------------------------------------------ | -------------- |
| 1,13  | 巨像惑星   | 多数の巨像が配置されている。                           | ライオット艦   |
| 2,12  | 植物惑星   | 巨大植物の惑星。                                       | ミスフィッツ艦 |
| 3,11  | 古代惑星   | 古代神殿ステージ。石柱を破壊すると屋根が落下してくる。 | ミスフィッツ艦 |
| 4,10  | 浮遊大陸   | 氷塊が飛来する浮遊大陸の影に砲台が配置されている。     | メイヘム艦     |
| 5,9   | 炎の惑星   | 灼熱のプロミネンスが吹き上がる惑星。                   | メイヘム艦     |
| 6,8   | 生命惑星   | 元は実験プラントだった。巨大な生命の惑星。             | 巨大細胞核     |
| 7     | 要塞惑星   | 特殊プラズマ鋼に覆われた巨大な惑星要塞。               | アバドン艦     |
| 14    | ヴェノム艦 | ヴェノム操る最後の戦艦。                               | ？             |

## 音楽
本作のBGMは古川元亮によるもので、SCCを用いたBGMはコナミ矩形波倶楽部によるものをはじめとしたアレンジバージョンを収録したCDがたびたび発売された。しかしサウンドトラックはアポロン音楽工業から1988年に『オリジナル・サウンド・オブ・グラディウス2』が発売されたものの、コナミレーベル（キングレコード）からは発売されることがなく、前述のアレンジバージョンとしての収録や『コナミ・エンディング・コレクション』にエンディングのみが収録されるにとどまっていた。こうした事情から本作のBGMのタイトルには3種類（あるいは2種類）が存在する。
アポロン版タイトル
アポロン版サウンドトラックのタイトルによる。例えば1面（および13面）BGMタイトルを「巨像惑星のテーマ」などとする。2005年までの長年これが公式タイトルだった。
LEGEND版タイトル
2005年にサイトロン・デジタルコンテンツから発売された『Legend of Game Music -Premium Box-』にて作曲者の古川により付けられた。以降に発売された作品で本作のBGMが使用される際にはこのCDに基づくようになった。ただし『グラディウスリバース』のサウンドトラックでは次に示す非公式の曲名と併記されている。
β版タイトル
β版時点で付けられていたもので、一部はアレンジバージョンの曲名などに採用された。例えばMSX版『沙羅曼蛇』にヴェノム艦が登場する関係でヴェノム艦BGMがCD『沙羅曼蛇 -Again-』に収録された際には"Last Exit"という曲名だった。また『コナミ・オールスターズ -千両箱 平成四年版-』にてエンディングBGMがアレンジされた際は"Beyond the Universe"というタイトルで、『ウィンビーのネオシネマ倶楽部』のシリーズにてオープニングBGMおよび「古代惑星のテーマ」がアレンジされた際にはそれぞれ"Seventh Wonder","Ancient Lover"というタイトルが付けられていた。一方で『パーフェクト・セレクション グラディウス -第2章-』や『MIDI POWER Pro7』ではアポロン版タイトルでの表記だった。
| 使用箇所                     | アポロン版タイトル                   | タイトル               |
| ---------------------------- | ------------------------------------ | ---------------------- |
| オープニング                 | オープニング・テーマ                 | Above The Horizon      |
| スタート                     | スタート!!                           | Starting Point         |
| 空中戦                       | 空中戦闘のテーマ                     | A Journey To The Start |
| 巨像惑星                     | 巨像惑星のテーマ                     | Killer Coast Land      |
| 植物惑星                     | 植物惑星のテーマ                     | A Planet Of Plants     |
| 古代惑星                     | 古代惑星のテーマ                     | Red Diamond            |
| 浮遊大陸                     | 浮遊大陸のテーマ                     | Dancing Venus          |
| 炎の惑星                     | 炎の惑星のテーマ                     | Blazed Up              |
| 生命惑星                     | 生命惑星のテーマ                     | Frontier Disputes      |
| 要塞惑星                     | 要塞惑星のテーマ                     | Don't Leave Me Alone   |
| エクストラステージ           | スペース・トリッキー・エリアのテーマ | Tears Began Gushing    |
| ボス                         | ボスBGM                              | A Fighter              |
| ボス内部                     | ボス艦内BGM                          | Powerful Waves         |
| 中間デモ（要塞惑星クリア後） | 帰還のテーマ                         | Killer Love            |
| ヴェノム艦                   | 大型母船ヴェノム艦のテーマ           | Moonspin               |
| エンディング                 | エンディング・テーマ                 | A Dream Of Dreamer     |
| ゲームオーバー               | ゲームオーバー!!                     | The War Is Over        |
| 未使用曲                     | （記載なし）                         | Synthetic Life         |

1. ↑  『オトメディウスG』ティタパックでは"Killer Corst Land"
2. ↑  『グラディウス リバース』のサウンドトラックやサウンドテストでは"Moonspin(Last Exit)"と『沙羅曼蛇』版曲名と併記の形。
3. ↑  β版でスフィンクスステージに使用されていた曲。その後アーケード版『II』の2面BGMに流用された。

## 複数カートリッジの使用方法
カートリッジスロットを複数持つMSXを用い、本作をスロット1に、同社の他のタイトルをスロット2に同時に挿してプレイすると、自機のキャラクターが変わる、等の隠し要素がある。また、本作のカートリッジが無いとMSX版『沙羅曼蛇』で特定のアイテムを取得する事が出来ず、真のエンディングを見ることができない。
また、ポーズ中に特定のコマンドを入力することにより「無敵」「フルパワーアップ」などの効果をもたらす隠しコマンドも、『Qバート』や『コナミのゲームを10倍たのしむカートリッジ』などで使用可能となる。

## バージョン
現在、以下のバージョンの存在が確認されている。
ベータ(β)版
開発途中のバージョン。ステージ（惑星）が8つあり、製品版では削除されたスフィンクスのステージが存在する。またステージ4の浮遊大陸が氷の惑星になっており、ボスも母艦ではなくオリジナルのボスが登場する。その他、BGMも一部の音色が異なるほか、ステージ5（炎の惑星）のBGMが製品版の倍以上の尺になっている。プレイ中に"!"（⇧ Shift+1）を入力することで無敵になる。
チャレンジバージョン
発売前の店頭デモ用お試しバージョンで、製品版で削除された、ゲームスタート時のメタリオンのカタパルト発進デモ（製品版と同じ正面図が表示された後にサイドビューでカタパルトから離脱する）がある。また収録ステージが異なり、ステージ2（植物惑星）→ステージ6（生命惑星）→ステージ3（古代惑星）の順で進み、ステージ3の最後の柱が破壊不能で強制的に行き止まりとなる。
製品版
製品として発売されたバージョン。

## 移植版
ネメシス'90改
X68000向けにSPSが開発したリメイク版。タイトルに「改」と付けられているのは、1990年発売の予定が延期を繰り返したため。詳しくは同項目参照。
NEMESIS'95
X68000ユーザーによる非公認の移植（同人ゲーム）『グラディウス2』の別名。スムーズスクロールやグラフィックの描き換えがされ、『ネメシス'90改』よりも原作に近い作りとなっているが、エクストラステージが無い等の違いがある。これは開発者が、エクストラステージの全てを見ることが難しすぎてできなかったためである。
GR3
移植ではないが、世界観とゲームシステムを借用し、MSX用ソフトのプレイ感覚を再現したJava製のマルチプラットフォームアプリ（同人ゲーム）。MSX用グラディウスシリーズの続編を目指して作られた。
コナミアンティークスMSXコレクションVol.2 収録版（プレイステーション）
オリジナルをエミュレーションしたもので、動作速度や操作性には相違がある。ゲームアーカイブスでも配信されている。
コナミアンティークスMSXコレクション ウルトラパック 収録版（セガサターン）
上記PS版ソフトのセガサターンへの移植で、やはりエミュレート。
携帯電話アプリ
2006年12月29日にコナミデジタルエンタテインメントが提供する携帯電話向け有料サイト(月額315円(税込))「コナミネットDX」にて、『コナミ名作シリーズ』の第10弾としてiアプリへ移植された（FOMA90xシリーズ専用）。グラフィックはネメシス'90改で音楽はオリジナルのSCCを踏襲している。復活は沙羅曼蛇同様その場からで、タイトル画面より難易度の変更やクリアした所までステージ選択が可能になっている。またステージ開始前にステージ数を表示する。要塞惑星の後の戻りステージはカットされており、オリジナル同様のデモが流れた後、直接ヴェノム艦ステージに進むためMSXユーザーでなくても気軽に楽しめるように敷居が低くなった。その後S!アプリ版やEZアプリ（B）版も登場した。
沙羅曼蛇 ポータブル収録版（PlayStation Portable）
2007年1月25日に発売された。移植担当はM2。オプションでオリジナル版とアレンジ版（REFINE）を選択することが可能で、アレンジ版はスムーズスクロール、中間色パレットの使用、スプライトキャラの多色化など、SCREEN4を使ったMSX2+相当に表現力が引き上げられている。各種のカートリッジを使った裏技もゲームセッティングにて設定できる。ファイヤーブラスターをオリジナルから改良版に変更できたり画面表示を変更できたりと設定が充実している。また、オリジナル版同様に1－2人の交互プレイも再現されている。
Wii（バーチャルコンソール）
2009年12月22日配信開始。823Wiiポイント。
プロジェクトEGG
2015年1月27日配信開始。500円（税抜）。
Wii U（バーチャルコンソール）
2016年5月25日配信開始。823円。
その他、当時コンピュータプログラムの著作権保護法が設けられていなかった韓国では、Zemina社によってセガ・マスターシステム向けにコンバート移植された海賊版が存在する。

## 後続への影響
アーケード版と違った独自パワーアップやSCC音源、ストーリー性の追加などの特徴はMSX版『沙羅曼蛇』『ゴーファーの野望 エピソードII』にも引き継がれた。これらと本作を合わせて、「MSX三部作」と呼ぶ場合もある。またアーケード版『II』に本作では未使用だった曲が2面BGM"Synthetic Life"として使われた。
また本作のBGMの一部がゲームボーイ版グラディウスである『ネメシス』およびストーリー上の前作にあたる『グラディウス リバース』に使われている。
『グラディウス リバース』に関してはグラディウス2の2年前を舞台としており、パイロットのジェイムス・バートンやヴェノム博士、選択できる搭乗機の１つタイプD（試作型）としてメタリオンの試作型も登場する。
さらに『グラディウスV』では最終ボスが自ら「私はかつてベノムと呼ばれた存在」と語っており、本作とのストーリー的な繋がりをうかがわせる。